# Zuzana Valentová
Zuzana Valentová (* 27. März 1985 als Zuzana Štrpková) ist eine slowakische Fußballschiedsrichterin.

## Werdegang
Valentová wuchs in Veľké Uherce auf. Sie ist seit vielen Jahren als Schiedsrichterin tätig. Zusammen mit ihrem Mann Igor Valent, der ebenfalls Schiedsrichter ist, hat sie zwei Töchter.
Seit 2011 steht Valentová auf der Liste der FIFA-Schiedsrichter und leitet internationale Fußballpartien. Sie gehört zur Gruppe der First-Category-Schiedsrichterinnen der UEFA.
Im Oktober 2013 wurde Valentová für die U-17-Europameisterschaft 2014 in England nominiert und pfiff bei dieser zwei Gruppenspiele und das Spiel um Platz 3. Bei der U-19-Europameisterschaft 2016 in der Slowakei wurde sie als Vierte Offizielle eingesetzt. Bei der U-19-Europameisterschaft 2019 in Schottland leitete sie zwei Gruppenspiele.
Valentová ist regelmäßig in der Women’s Champions League und in der Women’s Nations League im Einsatz. Zudem leitete sie bereits unter anderem Spiele in der Qualifikation für die Europameisterschaft 2017 in den Niederlanden und die Europameisterschaft 2022 in England (zwei Spiele), in der europäischen WM-Qualifikation für die Weltmeisterschaft 2023 in Australien und Neuseeland (zwei Spiele), beim Pinatar Cup 2023 sowie Freundschaftsspiele.